# Eucalyptodiplosis
Eucalyptodiplosis är ett släkte av tvåvingar. Eucalyptodiplosis ingår i familjen gallmyggor.
Kladogram enligt Catalogue of Life:
| Eucalyptodiplosis | \| \| Eucalyptodiplosis chionochloae \| \| \| \| \| \| Eucalyptodiplosis germinis \| \| \| \| \| \| Eucalyptodiplosis mcintyrei \| \| \| \| |
|                   | \| \| Eucalyptodiplosis chionochloae \| \| \| \| \| \| Eucalyptodiplosis germinis \| \| \| \| \| \| Eucalyptodiplosis mcintyrei \| \| \| \| |
|                   | Eucalyptodiplosis chionochloae |
|                   | |
|                   | Eucalyptodiplosis germinis |
|                   | |
|                   | Eucalyptodiplosis mcintyrei |
|                   | |